# Dagmar von Wilcken
Dagmar von Wilcken, née en 1958, est une conservatrice de musée allemande.

## Biographie
Dagmar von Wilcken est née en 1958.
Elle a étudié la conception d'objets et la communication visuelle à la l'université des arts de Berlin jusqu'en 1987.
Depuis 1995, elle se concentre sur l'Holocauste. Ses réalisations les plus connues sont Des Juifs à Berlin - 1938-1945 au Centrum Judaicum à Berlin (2000) et le Lieu d'information du Mémorial aux Juifs assassinés d'Europe à Berlin en 2005.